# 1654
| 1654               |
| ------------------ |
| Dødsfald - Fødsler |
| • Begivenheder     |

| Gregoriansk kalender | 1654 MDCLIV             |
| Ab urbe condita      | 2407                    |
| Armensk kalender     | 1103 ԹՎ ՌՃԳ             |
| Kinesiske kalender   | 4350 – 4351 癸巳 – 甲午 |
| Etiopisk kalender    | 1646 – 1647             |
| Jødisk kalender      | 5414 – 5415             |
| Hindukalendere       |                         |
| - Vikram Samvat      | 1709 – 1710             |
| - Shaka Samvat       | 1576 – 1577             |
| - Kali Yuga          | 4755 – 4756             |
| Iransk kalender      | 1032 – 1033             |
| Islamisk kalender    | 1064 – 1065             |

Konge i Danmark: Frederik 3. – 1648-1670
Se også 1654 (tal)

## Begivenheder
- 6. juni - Dronning Kristina af Sverige abdicerer og konverterer til katolicismen
- 7. juni - Ludvig 14. krones til konge af Frankrig
- Portugal kommer under engelsk kontrol efter indgåelse af den engelsk-portugisiske traktat.
- En pestepidemi i København dræber omkring 9.000 mennesker. Kongefamilien og hoffet opholder sig under epidemien på Duborg Slot i Flensborg.
- Pesten rammer også Bornholm, hvor seks af 15 sognepræster dør af sygen. Præst i Rutsker og Hasle sogne, Jens Hansen Sode, efterfølges i embedet af den senere kendte bornholmske frihedskæmper Poul Hansen Ancher.

## Født
- 27. december – Jakob Bernoulli, schweizisk matematiker (død 1705)

## Dødsfald
- 13. oktober – Jens Hansen Sode, tidligere rektor på Bornholms Latinskole og fra 1632 til sin død sognepræst i Hasle og Rutsker sogne på Bornholm.
- 31. august – Ole Worm, dansk læge og oldtidsforsker